# Gnimini
Gnimini est une commune rurale située dans le département de Djibasso de la province de la Kossi dans la région de la Boucle du Mouhounau Burkina Faso.